# Jacques Pauwels
Pour les articles homonymes, voir Pauwels.
Jacques R. Pauwels (né en 1946 à Gand) est un historien, politologue et essayiste belgo-canadien. Il a signé un grand nombre d’ouvrages et d’articles analysant l’histoire moderne dans une optique marxiste-léniniste.

## Biographie
Né en Belgique flamande, Jacques Pauwels suivit à l’université de Gand entre 1965 et 1969 des études d’histoire, qu’il acheva par un mémoire de licence intitulé Werkstakingen in België, 1830-1880 (litt. Grèves ouvrières en Belgique, 1830-1880). Son diplôme obtenu, il émigra au Canada, et soutint en 1976 une thèse à l’université York, en Ontario, sur le thème des étudiantes (féminines) dans les universités de l’Allemagne nazie. Il compléta sa formation par une maîtrise et un doctorat en sciences politiques à l’université de Toronto. Il a enseigné dans différentes universités ontariennes, notamment aux universités de Toronto, de Waterloo et de Guelph. Il est également actif comme organisateur de voyages et comme guide dans le cadre d’une entreprise familiale, Pauwels Travel Bureau, à Brantford, en Ontario.
Jacques Pauwels, qui réside au Canada depuis 1969, est l’auteur de plusieurs dizaines d’ouvrages et d’articles tant en anglais que dans sa langue maternelle, le néerlandais. Plusieurs de ses livres ont été traduits, en particulier en français, allemand, italien et espagnol.

## Publications
Liste sélective
- De Groote Klassenoorlog 1914-1918, éditions EPO, Anvers 2014 (trad. fr. la Grande Guerre des classes, éd. Aden Belgique, 2014 ; trad. anglaise The Great Class War 1914-1918, éd. James Lorimer, Toronto, 2016).
- Big Business met Nazi-Duitsland, éditions EPO, 2009 (trad. fr. Big Business avec Hitler, traduction Frank Degrez, éditions Aden, 2013 ; trad. allemande 'Big Business mit Hitler', Jim Humble Verlag, 2015).
- Een geschiedenis van de namen van landen en volkeren, éditions EPO, 2006 (trad. anglaise: 'Beneath the Dust of Time: A History of the Names of Peoples and Places', Battlebridge Publications, London and Colombo, 2009).
- Europese namen voor de wereld, éditions EPO, 2008.
- Het Parijs van de sansculotten: een reis door de Franse Revoluties, éditions EPO, 2007. Trad. française : Le Paris des sans-culottes, éd. Delga 2021, 255 p.
- De Canadezen en de bevrijding van België 1944-1945, éditions EPO, 2004.
- The Myth of the Good War: America in the Second World War (trad. fr. le Mythe de la bonne guerre. Les États-Unis et la Deuxième Guerre mondiale, traduit de l'anglais par Jean-François Crombois, Éditions Aden, 2005 ; également éditions allemande, italienne, espagnole, néerlandaise, russe et coréenne).
- Women, Nazis and Universities. Female University Students in the Third Reich, 1933-1945, Greenwood Press, Westport, Connecticut, 1984.
- Les Mythes de l’histoire moderne, Investig’Action, 2019 (ISBN 978-2930827230)
- Bacchus en Gaule. Une histoire du vin français, Paris, Éditions Delga, 2022, 297 p. (ISBN 978-2376072386) (trad. de Bacchus in Gallië. Een geschiedenis van de Franse wijn, EPO, Anvers 2020, 359 pages).